# Snow (chanteur)
Pour les articles homonymes, voir Snow.
 (juillet 2019).
Si vous disposez d'ouvrages ou d'articles de référence ou si vous connaissez des sites web de qualité traitant du thème abordé ici, merci de compléter l'article en donnant les références utiles à sa vérifiabilité et en les liant à la section « Notes et références ».
Darrin Kenneth O'Brien, dit Snow, est un chanteur canadien, né le 30 octobre 1969. Il mêle le rap et le reggae dans ses compositions. Son pseudonyme lui a été donné par ses amis noirs à cause de sa peau blanche.
Il est surtout connu pour son tube Informer (en), sorti en 1992.

## Biographie
Snow naît et grandit dans le quartier de North York à Toronto, en Ontario. Pendant la plus grande partie de son enfance, il vit dans les logements sociaux Allenbury Gardens puis, à l'âge de dix-sept ans, il déménage à Ajax, toujours en Ontario. Ayant grandi dans un quartier cosmopolite, O'Brien mélange dancehall et reggae avec du rock et de la musique populaire pour créer son propre style de musique. En 1988, le DJ d'origine jamaïcaine Marvin Prince est témoin d'une séance de deejaying d'O'Brien dans une soirée et les deux deviennent rapidement amis. Durant les quelques années suivantes, ils pratiquent dans le sous-sol de Prince, Snow s'occupant de la voix et Prince mixant les disques. Lors d'un voyage à New York, Prince parle de Snow au rappeur star MC Shan (en). Ce dernier invite ensuite Snow à New York et le présente aux producteurs de musique David Eng et Steve Salem. Snow signe alors un contrat pour enregistrer sur leur label Motorjam/Elektra et, en 1993, publie son premier album, 12 Inches of Snow (en). 
Alors que Snow purge une peine de prison pour tentative de meurtre, MC Shan, David Eng, Steve Salem et Marvin Prince s'occupent de la promotion des enregistrements. À sa sortie de prison, le premier single de Snow, Informer (en), écrit par Snow, MC Shan et Edmond Leary, est devenu un hit. L'album se vend à plus de 8 millions d'exemplaires dans le monde, et le single Informer reste dans le palmarès Billboard américain pendant sept semaines consécutives. Informer est enregistré deux fois dans le Livre Guinness des records comme étant le single le plus vendu dans l'histoire du reggae aux États-Unis, ainsi que le meilleur classement d'un single de reggae de l'histoire. Un deuxième single, Girl I've Been Hurt, a atteint le numéro 19 du Hot 100. Au Japon, Snow reçoit en 1994 le Gold Disc Award du meilleur nouvel artiste de la part de la Recording Industry Association of Japan.
Le 23 janvier 2019, le rappeur portoricain Daddy Yankee sort le titre Con Calma, une chanson reggaeton and dancehall décrite comme un remake de Informer, avec Snow en featuring. Le single culmine à la 90e place au Billboard Hot 100, devenant la première entrée de Snow dans les charts depuis 1993, et il atteint aussi le 6e rang sur la liste des Hot Latin Songs aux États-Unis. Sur la scène internationale, le titre domine le palmarès dans cinq pays de langue espagnole et atteint le top 10 dans dix autres pays d'Amérique latine. En Europe, la chanson fait son entrée dans les classements de nombreux pays, avec notamment la 14e place en Italie et la 23e en Suisse. Con Calma devient également la première entrée de Snow dans le classement du Canadian Hot 100 avec le 99e rang en février 2019.

## Discographie

### Albums
- 1993 : 12 Inches of Snow (en)
- 1995 : Murder Love
- 1997 : Justuss
- 1997 : The Greatest Hits of Snow (compilation best-of)
- 1998 : Best Remix of Snow (compilation de remix)
- 1999 : Cooler Conditions
- 2000 : Mind on the Moon
- 2002 : Two Hands Clapping

### Singles
- 1992 : Informer (en)
- 1995 : Sexy Girl
- 2014 : Shame (avec Mykal Roze)
- 2019 : Con Calma (avec Daddy Yankee)
- 2019 : Con Calma Remix, (Avec. Daddy Yankee, Katy Perry)

## Filmographie
Snow est apparu dans quelques films :
- 1995 : Kla$h de Bill Parker : un artiste du concert
- 2001 : Prison Song de Darnell Martin : l'officier McIntyre
- 2012 : The Movie Out Here (en) de David Hicks : lui-même (crédité sous le nom de Darrin K. O'Brien)